# 马累星期五清真寺
马累星期五清真寺，又称老星期五清真寺，是一座蘇菲派遜尼派清真寺，位於馬爾地夫首都馬累。
马累星期五清真寺於1658年竣工，是馬爾地夫最古老、最華麗的清真寺。濱珊瑚屬的珊瑚巨石遍布群島，因其適宜性，成為建造這座清真寺以及馬爾地夫其他清真寺的基本材料。雖然珊瑚在潮濕時質地柔軟，易於切割，但在乾燥後卻能成為堅固的建築材料，這座清真寺於2008年被列入聯合國教科文組織世界遺產預備名錄，成為獨特的海洋文化建築典範。
來自加富阿利富環礁的木匠阿里·馬瓦迪·卡雷法努（Ali Maavadi Kaleyfaanu）和馬哈茂德·馬瓦迪·卡雷法努（Mahmud Maavadi Kaleyfaanu）为这座清真寺设计制作了木工艺品。首席大法官阿勒·法格赫·阿勒·加齊·賈馬魯丁（Al Faqh Al Qazi Jamaaludheen）则为这座清真寺提供了书法装饰。就藝術卓越性和僅使用互鎖組裝的施工技術而言，它是世界上最精美的珊瑚石建築之一。

## 位置
马累星期五清真寺位於首都馬累的中央墓地和总统府對面。中央墓地是一位北非穆斯林阿布尔·巴拉卡特·优素福·阿尔·巴巴里的墓地，此人於1153年说服了马尔代夫国王达鲁马范塔·拉斯盖法努·布拉戈切斯蒂沃戈皈依伊斯兰教，自此马尔代夫也成为一个以伊斯兰教为国教的苏丹国。

## 历史
马累星期五清真寺始建於1656年，竣工於1658年，即易卜拉欣·伊斯坎德爾一世統治時期。该清真寺建於一座更早的清真寺之上，这座早期的清真寺即是馬爾地夫首任蘇丹达鲁马范塔·拉斯盖法努·布拉戈切斯蒂沃戈於1153年皈依伊斯蘭教後建造的，儘管有学者认为早期的清真寺於1338年由艾哈邁德·希哈布丁（Ahmed Shihabuddeen）翻修，但並無文字記錄可證。而据汤姆·马斯特斯（Tom Masters）记载，该清真寺建在一座古老佛寺的旧址上；原來的寺廟面向夕陽，而不是麥加。1656年，因為舊清真寺規模太小，無法容納日益增加的信徒，伊斯坎德爾一世便决定在舊清真寺的基础上建造一座新清真寺，新清真寺耗時一年半，於1658年完工。其主要由珊瑚石筑成，並採用了在當時的馬爾地夫很常見的茅草屋頂。易卜拉欣一世於1668年前往麦加朝圣後，在清真寺南端建造了一座叫拜樓和一道大門。這座叫拜樓仿照麥加入口處的叫拜樓建造，周圍環繞著一片17世紀的墓地，墓碑和陵墓雕刻精美。中国大陆学者史廪霏也将這座清真寺的建立视为伊斯兰教在馬爾地夫本土化的成功案例之一。
1904年，苏丹穆罕默德·沙姆蘇丁三世用波紋鐵皮取代了茅草屋頂和南門。1963年，清真寺進行了進一步翻修，建筑师將支撐屋顶的房梁改為柚木，並用鋁製波紋鐵皮取代。馬爾地夫独立後，馬累國家文化財產保護研究實驗室和國家語言與歷史研究中心的印度團隊於1987年和1988年對清真寺進行了修復。

## 建筑
馬累星期五清真寺坐西朝東。其禮拜毯朝向清真寺的西北角，以便信徒在祈禱時可以面向麥加。清真寺內雕刻精美，並镌刻有《古蘭經》經文。寺院四周有圍牆，由环环相扣的珊瑚塊砌成，多柱式屋頂由切割珊瑚柱支撐。清真寺有三個入口和兩個祈禱大廳，三面環繞著前廳。其拱形裝飾天花板呈階梯狀凹陷。清真寺內的木製品、屋頂和內部裝飾均由被稱為首席木匠的當地木匠大師打造，牆板和天花板上有許多具有重要文化意義的傳統馬爾地夫木雕和漆器。米哈拉布是個巨大的房間，一端设有講壇。主建築用於日常祈禱，分為三個部分，分别是伊瑪目主持祈禱的地方“mihtab”、清真寺的中心區域“medhu miski”以及名为“fahu miskiy”的後部。寺内还置有一塊13世紀的長雕板，以紀念伊斯蘭教傳入馬爾地夫的歷史。
清真寺毗鄰的藍白相間的圓形叫拜樓建於1675年，其形似婚禮蛋糕，其寬闊的底座則類似於船的煙囪。宣禮塔由珊瑚石砌成，並以金屬條加固。宣禮塔周圍環繞著一片墓地，墓碑上雕刻著珊瑚，分別用來區分男性、女性、蘇丹及其家人。女性墓碑頂部呈圆形，男性墓碑頂部呈尖頂状，皇室銘文採用鍍金。此外，苏丹的家庭成員也有小型陵墓，其墓牆裝飾精美。
马累星期五清真寺的建筑融合了南亚次大陆、东南亚、东非斯瓦希里海岸及中东的建筑风格，体现了伊斯兰文化與在地文化的交融。该清真寺和国内其他几座珊瑚石清真寺亦於2008年被列入聯合國教科文組織世界文化遺產預備名單，因為它們符合以下標準：第二項（利用海洋文化創造獨特的建築，表現人類創造力的經典之作）；第三項（呈現有關現存或者已經消失的文化傳統、文明的獨特或稀有之證據）；第四項（榫槽工藝體現了人類歷史重要階段的建築類型，或者建築及技術的組合，或者景觀上的卓越典範）；第六項（建築與具有文化意義的宗教和社會習俗息息相關）。聯合國教科文組織的評估亦認為：“這座清真寺及其其他建築的建築、建造及其藝術性，體現了馬爾地夫人民卓越的創造力和成就。”这些清真寺也是馬爾地夫第一批被列入世界遗产预备名单的建筑物。

### 寺内漆器的细节

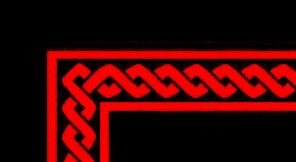
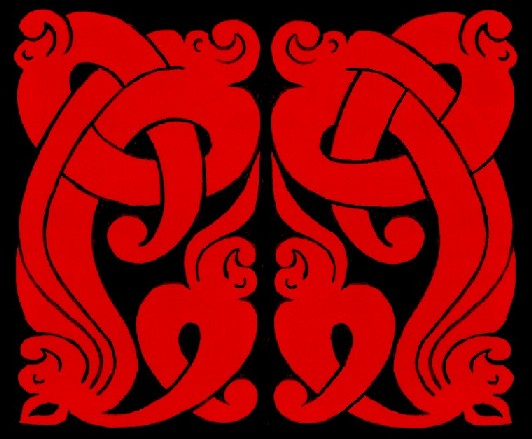
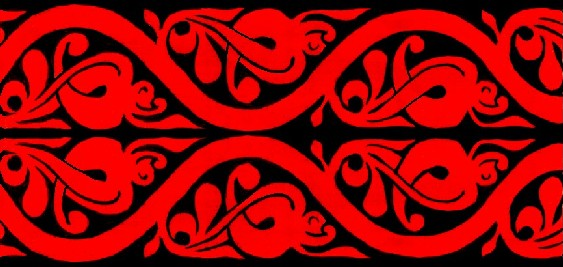
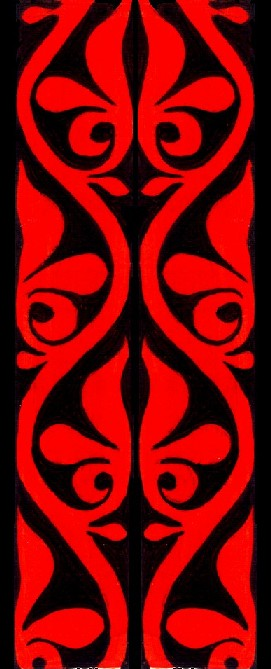
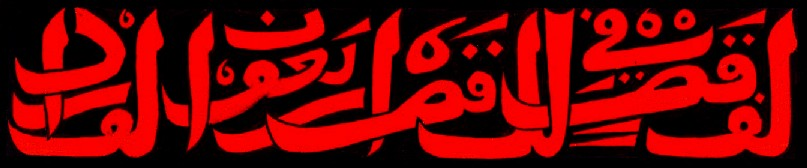

## 圖集

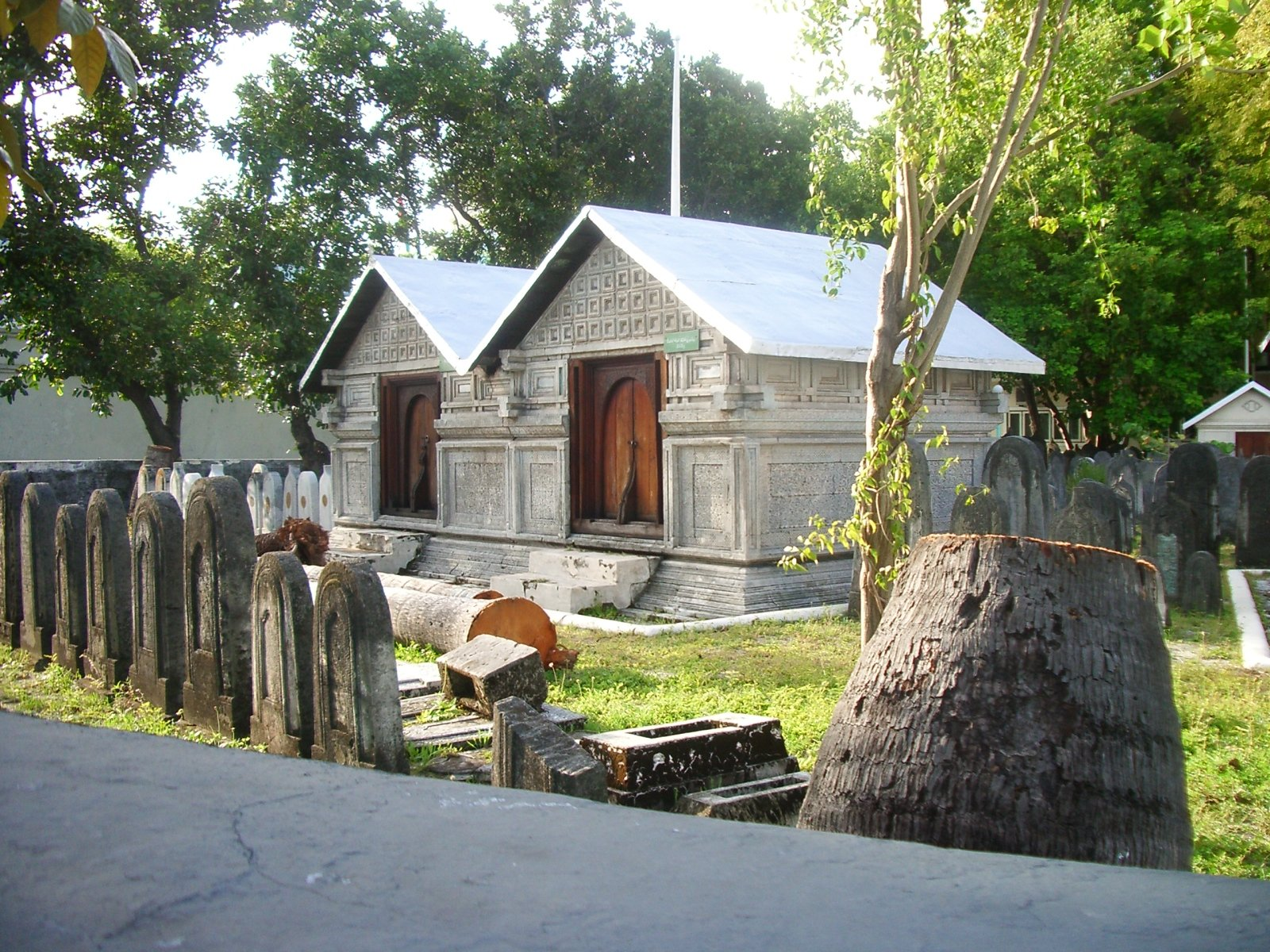
清真寺內的历代苏丹陵墓
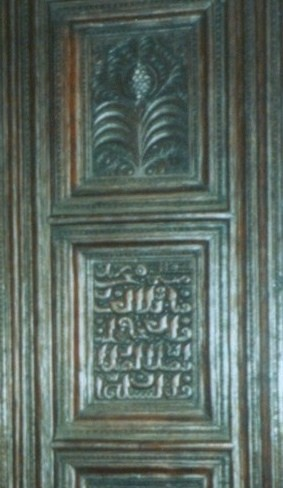
清真寺內的木雕